# Нурпеисов, Ануар Нурланович
Ануар Нурпеисов (каз. Әнуар Нұрланұлы Нұрпейісов; род. 11 марта 1985 года, Караганда, Казахская ССР, СССР) — казахстанский актер, блогер и шоумен.

## Биография
Родился и вырос в городе Караганда, отец – инженер-строитель автодорог, мать – филолог, дедушка четверть века был главным врачом Карагандинской областной больницы, бабушка – учитель химии. После окончания школы в 2005 году переезжает в город Алматы, поступив на грант в Казахстанско-Британский технический университет. В 2009 году окончил университет по специальности инженер-нефтяник, по которой ни одного дня не проработал.  Происходит из рода Аргын Среднего жуза.
Во время учёбы в КБТУ участвовал в студенческой команде КВН, был ведущим на студенческих мероприятиях и решил заняться творчеством, ходил по различным кастингам. Во время съемки рекламного ролика КБТУ познакомился с режиссером Аханом Сатаевым, и был приглашен на кастинг фильма «Рэкетир», но не прошел пробы. В 2007 году снова пошел на кастинг к Сатаеву и выбил себе роль в фильме Братья. Известность приобрел благодаря эпатажной роли розового зайца в одноименном фильме «Сказ о розовом зайце». В дальнейшем снялся в трёх фильмах, благодаря которым стал известным..

## Акция #Менояндым
27 мая 2019 года Нурпеисовым в социальных сетях был выложен видеоролик — #Менояндым (Я проснулся). Участники ролика, среди которых и Нурпеисов начинают свои фразы со слов: «Я проснулся в стране, где…». И далее идёт сравнение уровня жизни в стране. Ролик вызвал шквал обсуждений, в том числе и критики в социальных сетях. 29 июня, в этом же году, написал в социальной сети Instagram пост, в котором завуалировано объясняет, что находится в бегстве от властей Казахстана под угрозой репрессии. 

## Фильмография
| Год  |   | Русское название          | Оригинальное название | Роль                   |
| ---- | - | ------------------------- | --------------------- | ---------------------- |
| 2018 | ф | Тренинг личностного роста | —                     | Бизнес-тренер          |
| 2016 | ф | 16 девушек                | 16 қыз                | —                      |
| 2013 | ф | Он и Она                  | —                     | Эпизод                 |
| 2011 | ф | Земля обетованная         | Жеруйык               | Темиржан, внук Орынбая |
| 2010 | ф | Сказ о розовом зайце      | —                     | Ерлан                  |
| 2009 | ф | Братья                    | Ағайынды              | Бахыт                  |

## Инцидент с Мисс Казахстан
Во время проведения Интеллектуального конкурса на национальном конкурсе «Мисс Казахстан 2016» после ответа участницы Ельназ Нурсеитовой из Астаны, Ануар Нурпеисов призвал одуматься девушек отказаться от конкурсов красоты в пользу конкурсов знаний.
По словам актёра, снова задать вопрос конкурсантке про книги его натолкнула ситуация конкурса красоты на «Мисс Казахстан 2015», когда победительница Алия Мергембаева призналась, что не читает книг.

## Награды
- Лауреат Премии Фонда Первого Президента Республики Казахстан (Премия за исполнение главной роли в фильмах «Братья», «Сказ о розовом зайце»).